# کو شیمورا
کو شیمورا (انگلیسی: Ko Shimura؛ زادهٔ ۲۷ آوریل ۱۹۹۶) بازیکن فوتبال اهل ژاپن است.
از باشگاه‌هایی که در آن بازی کرده‌است می‌توان به باشگاه فوتبال جوبیلو ایواتا اشاره کرد.